# Музичук Олександр Миколайович
Олекса́ндр Микола́йович Музичу́к (нар. 23 вересня 1973, Ківерці Волинської області, Україна) — український вчений, юрист. Доктор юридичних наук (2010), професор (2011), Заслужений юрист України (2016).

## Життєпис
Музичук Олександр Миколайович народився 23 вересня 1973 р. у м. Ківерці на Волині. Навчався в середній школі № 1 м. Ківерці (1980—1990). З 1 вересня 1990 р. по 26 червня 1991 р. навчався у Луцькому середньому кооперативному профтехучилищі, здобув кваліфікацію заготівник продуктів і сировини. З серпня 1991 р. до призову у Збройні сили України працював заготівником продуктів і сировини у Ківерцівській районній заготівельній конторі № 1.
З 13 листопада 1991 р. по 10 грудня 1993 р. проходив строкову військову службу в смт Калинів Самбірського району Львівської області на посаді старшого водія.
У серпні 1994 р. вступив до Харківського інституту внутрішніх справ на юридичний факультет, у 1998-му закінчив цей навчальний заклад, здобувши повну вищу освіту за спеціальністю правознавство. З серпня 1994 р. на службі в органах внутрішніх справ (міліції, потім поліції), має спеціальне звання полковник поліції.
З 1998 р. до теперішнього часу працював у Харківському національному університеті внутрішніх справ на посадах викладача кафедри адміністративного права, викладача кафедри адміністративного права та адміністративної діяльності ОВС, наукового співробітника, старшого наукового співробітника, провідного наукового співробітника, начальника науково-дослідної лабораторії з розроблення законодавчих та інших нормативно-правових актів. З 21 квітня 2011 р. — начальник факультету № 1 (підготовки фахівців для підрозділів слідства)  Харківського національного університету внутрішніх справ. З 2023 р. - проректор Харківського національного університету внутрішніх справ. 
У 2003 р. захистив дисертацію на здобуття наукового ступеня кандидата юридичних наук за темою: «Організаційно-правові основи участі громадян в охороні громадського порядку і боротьбі з правопорушеннями», у 2010 р. — докторську дисертацію на тему «Контроль за діяльністю правоохоронних органів в Україні: адміністративно-правові засади організації та функціонування», спеціальність 12.00.07 — адміністративне право і процес; фінансове право; інформаційне право.
У 2011 р. присвоєно вчене звання професора кафедри адміністративного, інформаційного та фінансового права.
Є керівником наукової школи «З проблем контролю за діяльністю правоохоронних органів в Україні». Під науковим консультуванням і керівництвом О. М. Музичука захищено 10 докторських і 45 кандидатських дисертацій.

## Творчість
Сфера наукових інтересів: державне управління, правоохоронна діяльність, адміністративне право.
Є членом редколегій наукових журналів «Форум права» (головний редактор), «Право і Безпека», «Вісник Харківського національного університету внутрішніх справ», які видаються у Харківському національному університеті внутрішніх справ.
Є автором і співавтором понад 200 наукових і навчально-методичних праць, з яких 170 — науково-практичного та 30 — навчально-методичного характеру.

### Основні праці
- Музичук О. М. Контроль за діяльністю правоохоронних органів в Україні: монографія / О. М. Музичук. — Харків: Харків. нац. ун-т внутр. справ, 2010. — 654 с.
- Організаційно-правові засади управління державною службою в Україні: наук.-практ. посіб. / [В. С. Венедиктов, М. І. Іншин, О. М. Клюєв та ін.]. — Харків: Вид-во Харків. нац. ун-ту внутр. справ, 2006. — 268 с. — У співавторстві.
- Училище професійної підготовки працівників органів внутрішніх справ України: наук.-практ. посіб. / за заг. ред. М. І. Іншина, О. М. Музичука. — Харків: Титул, 2007. — 293 с. — У співавторстві.
- Цивільний контроль за діяльністю міліції: організаційно-правові питання: наук.-практ. посіб. / за заг. ред. М. І. Іншина, О. М. Музичука, Р. С. Веприцького. — Харків: Вид-во Харків. нац. ун-ту внутр. справ, 2008. — 206 с. — У співавторстві.
- Кодекс України про адміністративні правопорушення: наук.-практ. комент. / [М. І. Іншин, Р. А. Калюжний, А. Т. Комзюк та ін.]. — Київ: Всеукр. асоц. видавців «Прав. єдність», 2008. — 781 с. — У співавторстві.
- Порядок проходження служби в органах внутрішніх справ України: навч. посіб. / за заг. ред. М. І. Іншина, О. М. Музичука. — Харків: Титул, 2009. — 272 с. — У співавторстві.
- Організаційно-правове забезпечення навчально-виховного процесу та науково-дослідної діяльності у вищих навчальних закладах системи МВС України: навч. посіб. / за заг. ред. Т. О. Проценка. — Харків: ОСН, 2010. — 206 с. — У співавторстві.
- Адміністративне право України. Загальна частина. Академічний курс: [підручник] / за заг. ред. акад. НАПрН України О. М. Бандурки. — Харків: Золота миля, 2011. — 584 с. — У співавторстві.
- Актуальні теоретичні, організаційні та правові питання діяльності органів внутрішніх справ України: навч. посіб. / за заг. ред. д-ра юрид. наук, проф. М. І. Іншина, д-ра юрид. наук, проф., чл.-кор. НАПрН України В. І. Олефіра. — Харків: НікаНова, 2011. — 630 с. — У співавторстві.
- Теорія та практика правоохоронної діяльності органів внутрішніх справ України: навч. посіб. / за заг. ред. д-ра юрид. наук, проф. М. І. Іншина, д-ра юрид. наук, проф., чл.-кор. НАПрН України В. І. Олефіра. — Київ: Хай-Тек Прес, 2012. — 1192 с. — У співавторстві.
- Адміністративне право України. Особлива частина. Академічний курс: [підручник] / за заг. ред. акад. НАПрН України О. М. Бандурки. — Харків: Золота миля, 2013. — 840 с. — У співавторстві.
- Адміністративно-правові засади забезпечення громадського порядку: навч. посіб. / за заг. ред. д-ра юрид. наук, проф., чл.-кор. НАПрН України, засл. юриста України М. І. Іншина, д-ра юрид. наук, проф., чл.-кор. НАПрН України В. І. Олефіра. — Харків: НікаНова, 2014. — 378 с. — У співавторстві.
- Організаційно-правові засади професійного навчання працівників правоохоронних органів: навч. посіб. / за заг. ред. д-ра юрид. наук, проф., чл.-кор. НАПрН України, засл. юриста України М. І. Іншина, д-ра юрид. наук, проф., чл.-кор. НАПрН України В. І. Олефіра. — Харків: НікаНова, 2014. — 536 с. — У співавторстві.
- Контроль за діяльністю правоохоронних органів: навч. посіб. / за заг. ред. д-ра юрид. наук, проф., чл.-кор. НАПрН України, засл. юриста України М. І. Іншина, д-ра юрид. наук, проф., чл.-кор. НАПрН України В. І. Олефіра. — Харків: НікаНова, 2014. — 408 с. — У співавторстві.
- Правове регулювання окремих напрямків правоохоронної діяльності: навч. посіб. / за заг. ред. д-ра юрид. наук, проф., чл.-кор. НАПрН України, засл. юриста України М. І. Іншина, д-ра юрид. наук, проф., чл.-кор. НАПрН України В. І. Олефіра. — Харків: НікаНова, 2014. — 840 с. — У співавторстві.

## Нагороди
Нагороджений Грамотою Верховної Ради «За заслуги перед Українським народом» (15.10.2014). Указом Президента України від 08.10.2016 р. йому присвоєно почесне звання «Заслужений юрист України».